# Parthenay-de-Bretagne
 Parthenay-de-Bretagne  es una población y comuna francesa, situada en la región de Bretaña, departamento de Ille y Vilaine, en el distrito de Rennes y cantón de Rennes-Nord-Ouest.

## Demografía
| 330 | 309 | 311 | 391 | 478 | 563 |
| Para los censos de 1962 a 1999 la población legal corresponde a la población sin duplicidades (Fuente: INSEE [Consultar]) |     |     |     |     |     |